# Iuliana Demetrescu
Iuliana Elena Demetrescu (Râmnicu Vâlcea, Rumania - 10 de enero de 1990) es una árbitra de fútbol rumana internacional FIFA desde el 2016, dirige los partidos de la Liga II.

## Participaciones
Ha participado en los siguientes torneos:
- Liga de Campeones Femenina de la UEFA
- Eurocopa Femenina 2022
- Copa Mundial Femenina de Fútbol Sub-17 de 2022
- Copa Mundial Femenina de Fútbol de 2023